# Райниш, Ференц
Ференц Райниш (венг. Rajniss Ferenc; Бардеёв, 24 июля 1893 — Будапешт, 12 марта 1946) — венгерский журналист и политик. Придерживался нацистских взглядов.

## Биография
Ференц родился в Бардеёве, Австро-Венгрия, в семье карпатских немцов. Как журналист, Ференц поддерживал фашистское движение в Сегеде и был сторонником Дьюлы Гёмбёша. Он основал еженедельную газету Magyar Futár, которая выражала идеи этого движения и вскоре стала известна своими антисемитизмом. Вскоре Ференц получил финансирование от нацистской Германии для своих политических проектов, что стало одним из двух основных источников его дохода.
Райнис был избран в парламент Венгрии в начале 1930-х годов, первоначально как представитель небольшого крайне правого Национального фронта. Однако он покинул эту партию в октябре 1937 года, чтобы присоединиться к Золтану Бёсёрмени и Фиделю Палфи и основать Объединённую венгерскую национал-социалистическую партию, одну из многих в значительной степени провалившихся попыток объединить венгерских нацистов.
Затем Ференц стал сторонником Белы Имреди и в 1938 году присоединился к правящей партии в результате смены его позиции. Он присоединился к Партии национального обновления, которую основал Имреди в 1940 году.
Ференц начал издавать вторую газету — Esti Ujság. Он продолжал редактировать её до 1944 года. Издание занималось нацистской пропагандой.
Ференц стал доверенным союзником нацистов. В частности, он тесно сотрудничал с RSHA.
В 1944 году Ференц стал одним из лидеров парламентской группы Nemzeti Szövetség. В неё входило около 200 членов парламента, приверженных продолжению войны на стороне нацистов.
Ференц сыграл ведущую роль в приходе Салаши к власти. Он был назначен в состав трёхчленного правящего совета, которым немцы заменили Миклоша Хорти в 1944 году. В совет также вошли Карой Берегфи и Шандор Циа. В новом составе правительства он также получил назначение на должность министра религии и образования. Эту должность он занимал до своей отставки, которая произошла 7 марта 1945 года в связи с возникновением напряжённости в отношениях с Салаши.
После падения правительства он был арестован и осуждён как один из лидеров коллаборационистов. Смертный приговор был приведён в исполнение в Будапеште.